# プチ・ニコラ
『プチ・ニコラ』（Le Petit Nicolas）はフランスの絵本シリーズ。
作家ルネ・ゴシニと漫画家ジャン＝ジャック・サンペによって執筆され、本国フランスでは50年以上愛され続けている国民的絵本である。
日本では偕成社から日本語訳が出版されている。

## シリーズ作品

### ゴシニの存命中に出版された作品集
- 偕成社文庫 プチ・ニコラ(1) 集まれ、わんぱく!

原題：Le Petit Nicolas (1960)
訳：曾根元吉、発行日：1996年1月、ISBN 9784036520503
- 偕成社文庫 プチ・ニコラ(2) ニコラの休み時間

原題：Les Récrés du petit Nicolas (1963)
訳：曾根元吉、発行日：1996年1月、ISBN 9784036520602
- 偕成社文庫 プチ・ニコラ(3) ニコラの夏休み

原題：Les Vacances du Petit Nicolas (1962)
訳：小野萬吉、発行日：1996年3月、ISBN 9784036520701
- 偕成社文庫 プチ・ニコラ(4) ニコラと仲間たち

原題：Le Petit Nicolas et les Copains (1963)
訳：小野萬吉、発行日：1996年5月、ISBN 9784036520800
- 偕成社文庫 プチ・ニコラ(5) ジョアシャンのなやみ

原題：Le Petit Nicolas a des ennuis (1964) ※別題：Joachim a des ennuis
訳：小野萬吉、発行日：1996年8月、ISBN 9784036520909

### ゴシニの死後に出版された作品集
- かえってきたプチ・ニコラ 1 プチ・ニコラ もうすぐ新学期

訳：小野萬吉、発行日：2006年11月、ISBN 9784035214106
- かえってきたプチ・ニコラ 2 プチ・ニコラ サーカスへいく

訳：小野萬吉、発行日：2006年11月、ISBN 9784035214205
- かえってきたプチ・ニコラ 3 プチ・ニコラ まいごになる

訳：小野萬吉、発行日：2006年12月、ISBN 9784035214304
- かえってきたプチ・ニコラ 4 プチ・ニコラ はじめてのおるすばん

訳：小野萬吉、発行日：2006年12月、ISBN 9784035214403
- かえってきたプチ・ニコラ 5 プチ・ニコラの初恋

訳：小野萬吉、発行日：2007年1月、ISBN 9784035214502

## 映画化作品
- プチ・ニコラ (映画) - 2009年のフランス映画、監督はローラン・ティラール、主演はマキシム・ゴダール（フランス語版）。実写映画
- プチ・ニコラ 最強の夏休み - 2014年のフランス映画、監督はローラン・ティラール、主演はマテオ・ボワッスリエ。「プチ・ニコラ」の続編
- プチ・ニコラ　パリがくれた幸せ - 2022年のフランス映画、監督はアマンディーヌ・フルドン バンジャマン・マスブル。アニメーション映画